# Felix Loeffel
Felix Loeffel (* 25. Juli 1892 in Niederwangen; † 31. Mai 1981 in Münsingen, heimatberechtigt in Müntschemier) war ein Schweizer Lied-, Konzert- und Opernsänger (Bassbariton).

## Leben
Felix Loeffel wurde am 25. Juli 1892 als Sohn des Schreiners Johann Friedrich Loeffel und der Anna Maria geborene Läderach in Niederwangen in der Gemeinde Köniz geboren. Nachdem Loeffel von 1908 bis 1912 das Lehrerseminar Hofwil besucht und von 1912 bis 1918 als Lehrer in Sumiswald gearbeitet hatte, studierte er Gesang in den Jahren 1918 bis 1921 in Bern bei Wilhelm Lehnert und Heinrich Nahm, in Prag bei Otto Freund und in München bei Felix von Kraus.
Im Jahr 1921 wurde Loeffel als Bassbariton ans Berner Stadttheater engagiert und gastierte daneben als Opernsänger in Deutschland. Ab dem Jahr 1945 unterrichtete er am Konservatorium Bern. 1962 wurde er mit dem Berner Musikpreis und mit der Othmar-Schoeck-Medaille ausgezeichnet.
Felix Loeffel, der 1926 Olga, die Tochter des Politikers Carl Moser, ehelichte, verstarb am 31. Mai 1981 knapp vor Vollendung seines 89. Lebensjahres in Münsingen.

## Wirken
Felix Loeffel konzentrierte sich in seinem künstlerischen Wirken in erster Linie auf den Bereich Lied- und Konzertgesang. Eine kongeniale Freundschaft verband Loeffel mit Othmar Schoeck, dessen Lieder er interpretierte und für dessen Vokalwerke er sich im In- und Ausland einsetzte. Unter anderem sang er 1923 die Uraufführung der Elegie, Schoecks erstem Liederzyklus. Auch Hermann Hesse schätzte ihn als Interpret seiner von Schoeck komponierten Gedichte und widmete ihm 1944 das Gedicht Im Schloss Bremgarten und 1962 eine Geburtstagsschrift. Des Weiteren sang Loeffel auch in Uraufführungen anderer Schweizer Komponisten wie Willy Burkhard, Wladimir Vogel, Walther Geiser, Hans Haug und Ernst Kunz. Der Konzertveranstalter Gemischter Chor Zürich engagierte ihn häufig als Solist in Oratorienaufführungen.